# Emilio Salafia
Emilio Salafia, född 10 oktober 1910 i Palermo, död 24 maj 1969 i Palermo, var en italiensk fäktare.
Salafia blev olympisk silvermedaljör i sabel vid sommarspelen 1928 i Amsterdam och vid sommarspelen 1932 i Los Angeles.